# Guðbrandsson
Guðbrandsson ist ein isländischer Name.

## Bedeutung
Der Name ist ein Patronym und bedeutet Sohn des Guðbrandur. Die weibliche Entsprechung ist Guðbrandsdóttir (Tochter des Guðbrandur).

## Namensträger
- Guðmundur Ingi Guðbrandsson (* 1977), isländischer Umweltmanager und Politiker
- Magnús Guðbrandsson (1896–1991), isländischer Fußballspieler